# Tomopterus pictipennis
Tomopterus pictipennis là một loài bọ cánh cứng trong họ Cerambycidae.